# Tamponky
Tamponky je jednoduchá pomůcka vyrobená ze sterilního materiálu, které se užívají v lékařství na osušení rány od krve nebo na zdesinfikování rány před vedením lineárního řezu do kůže. Tyto obvazové fáčky se sevřou do peanu, a pak se s nimi vykoná proces, který je v dané chvíli potřeba.
Existujují i tamponky určené pro odličování pleti od make-upu.